# Gol Neshīn
Gol Neshīn (persiska: گل نشين) är en ort i Iran.   Den ligger i provinsen Mazandaran, i den norra delen av landet, 180 km nordost om huvudstaden Teheran. Antalet invånare är 544.
Terrängen runt Gol Neshīn är mycket platt. Runt Gol Neshīn är det ganska tätbefolkat, med 111 invånare per kvadratkilometer. Närmaste större samhälle är Sari, 13,9 km söder om Gol Neshīn. Trakten runt Gol Neshīn består till största delen av jordbruksmark.